# ایوان تومیچ
ایوان تومیچ (صربی: Ivan Tomić؛ زادهٔ ۵ ژانویهٔ ۱۹۷۶) بازیکن سابق و مربی فوتبال اهل صربستان است.
از باشگاه‌هایی که در آن بازی کرده‌است می‌توان به باشگاه فوتبال دپورتیوو آلاوس، باشگاه فوتبال آ.اس. رم، باشگاه فوتبال رایو وایکانو، و باشگاه فوتبال پارتیزان اشاره کرد.
وی همچنین در تیم‌های ملی فوتبال زیر ۲۱ سال صربستان، یوفا، و صربستان و مونته‌نگرو بازی کرده‌است.